# Брю, Деррик
Деррик Брю (англ. Derrick Brew; род. 28 декабря 1977, Хьюстон, штат Техас, США) — американский легкоатлет, специализировавшийся на спринтерском беге.
Олимпийский чемпион в эстафете 4×400 метров, бронзовый призёр Олимпийских игр на дистанции 400 метров (2004). Чемпион мира и летней Универсиады в эстафете 4x400 метров.

## Результаты соревнований
Источник: профиль ИААФ.
| Год  | Соревнования          | Вид              | Место | Город     |
| ---- | --------------------- | ---------------- | ----- | --------- |
| 1999 | Универсиада 1999      | эстафета 4x400 м | 1     | Пальма    |
| 2001 | Чемпионат мира 2001   | эстафета 4x400 м | DSQ   | Эдмонтон  |
| 2003 | Чемпионат мира 2003   | эстафета 4x400 м | DSQ   | Париж     |
| 2004 | Олимпийские игры 2004 | 400 м            | 3     | Афины     |
| 2004 | Олимпийские игры 2004 | эстафета 4x400 м | 1     | Афины     |
| 2004 | Мировой финал 2004    | 400 м            | 2     | Монако    |
| 2005 | Чемпионат мира 2005   | эстафета 4x400 м | 1     | Хельсинки |